# Веденка
Веде́нка — село в Дальнереченском районе Приморского края, административный центр Веденкинского сельского поселения.

## География
Село Веденка находится к востоку от Дальнереченска, на левом берегу реки Малиновка.
Село стоит на автодороге Дальнереченск — Ариадное — Кокшаровка (Чугуевский район Приморского края). Расстояние до районного центра — около 12 км.
От Веденки отходит автодорога к Соловьёвке.

## Население
| 1900 | 1911 | 1912 | 1915 | 2002  | 2010  | 2021  |
| ---- | ---- | ---- | ---- | ----- | ----- | ----- |
| 229  | ↗711 | ↗830 | ↗985 | ↗1758 | ↘1696 | ↘1553 |

## Улицы
| - ул. Будённого, - ул. Весенняя, - ул. Зелёная, - ул. Калинина, - ул. Малая Веденка, - ул. Мелёхина, | - ул. Молодёжная, - ул. Набережная, - ул. Незаметная, - ул. Озёрная, - ул. Пионерская, - ул. Полярная, | - ул. Пушкина, - ул. Рабочая, - ул. Садовая, - ул. Сахалинская, - ул. Светлая, - пер. Светлый, | - ул. Угловая, - ул. Хуторская, - ул. Шевченко, - ул. Школьная, - ул. Юбилейная. |

## Экономика
Жители занимаются сельским хозяйством.